# 김 (성씨)

대한민국의 주요 성씨(KNSO, 2000)
김(金)
이(李)
박(朴)
최(崔)
정(鄭)
그 외

김(金, 钅, 琻, 鍂)씨는 동아시아의 제일 흔한 성씨이다. 김씨의 거의 대부분은 쇠 금(金)이지만, 钅, 琻, 鍂 등을 성으로 쓰는 희귀 성씨도 존재한다. 钅는 완전한 희귀 성씨로 국내에 2015년 인구 센서스에서 처음 감지된 성씨이다.
거의 모든 김씨는 金(쇠 금)이므로 이 문서에서는 金씨만 다룬다. 한국의 김(金)씨는 거의 대부분이 신라의 김알지를 시원으로 하는 경주 김씨계와 가야의 수로왕을 시원으로 하는 김해 김씨계로 크게 나눌 수 있다. 여진족이나 일본에서 조선에 귀화하여 김(金)씨 성을 받은 기록도 있다. 신화에서는 기원전 태고 때 소호가 김(金)씨였고 흉노족은 김(金)씨 성을 사용했다고 문헌에 나타난다. 김(金)씨는 2015년 대한민국 통계청 인구조사에서 10,689,959명으로 조사되어 가장 인구가 많은 성씨이다.
본관은 《동국만성보》에 120본, 《증보문헌비고》에 499본, 《조선씨족통보》에 623본 등으로 기록되어 있다. 이 중 시조와 본관이  뚜렷한 것은 100여본이다.

## 신라계
신화에 따르면 신라 김씨의 시조는 신라 대보공(大輔公) 김알지(金閼智)이다. 실제로 김씨라는 한자 성씨는 법흥왕 때부터 한자를 자주 쓰기 시작하면서 대내외적으로 사용하였고, 636년(선덕여왕 5)에 《북제서》에 진흥왕의 성을 김(金)으로 처음 기록하였다. 5세기 내물왕 때 석씨 세력이 사라지고, 김씨가 집권하였다. 삼국통일 이후 무열왕계인 문무왕의 직계 자손들이 왕위를 세습하였는데, 혜공왕 때 무열왕계 중에서 문무왕의 직계 혈통의 계보가 끊어졌으며, 사다함 후손이자 내물왕의 10세손인 김양상이 선덕왕으로 즉위하면서 신라 하대가 시작되었다. 그러나 선덕왕이 후사 없이 붕어하자 내물왕의 12대손 김경신이 유력한 왕위 계승 후보인 김주원을 따돌리고 원성왕으로 즉위했다. 그 이후 경순왕까지 원성왕계가 왕이 되었으므로 현존 신라 김씨는 대부분 원성왕계 김경신의 후손이다. 이들 또한 흉노에서 왔다는 문헌이 존재한다.
신라계 김씨 분화는 경순왕 이후로 시작된다. 삼국사기를 지은 김부식 조차도 자신을 신라계 김씨로 인식하였을 뿐, 본관에 대해 이렇다 할 언급이 없다. 즉, 고려 시대만 하더라도 본관(本貫)은 출신지를 드러내는 것으로 인식되었을 뿐이다. 이것이 후대에 내려오면서 본관 의식이 생겨나고, 본관별 가계도가 형성된 것이다. 따라서 일부 신라계 김씨에서 본관의 뿌리를 태보공 김알지나 무열왕, 신무왕 등으로 삼는 경우가 있지만, 계대를 정확하게 고증할 수는 없고, 이는 후대에 자신들의 본관 시조로 삼은 것일 뿐이다.
또 고려·조선 왕조 대에 경순왕 후손들에 대한 군역·부역 면제 등의 특전이 계속 내려졌는데, 이를 기화(奇貨)로 보계(譜系)를 위조하여 경순왕 후손으로서 특전을 누린 이들이 있었다. 이에 따라 조선 후기로 들어오면서 족보 위조(僞造) 현상이 심해졌다.
이러한 보계(譜系) 위조 현상은 일제강점기 1930년대 들어 극에 달한다. 족보를 우후죽순(雨後竹筍) 발간하면서 검증되지 않은 자료를 바탕으로 자신들의 조상을 돋보이게 하기 위해 무슨 시호와 군호를 붙여 미화하고 상계를 경순왕대까지 끌어올려 표기한 경우가 만연했다.
신라시대 이후 신라계 김씨는 600여 관향(貫鄕)으로 나뉘었는데, 이중 소목 관계 뚜렷하게 현존하는 본관(本貫)은 100여로 김알지 계가 28여 개, 경순왕 계가 57여 개이다.
따라서 여기에서는 상계를 가공하거나 미화시킨 족보류 등은 모두 배척(排斥)하고, 각 씨족들이 제출한 수단(收單)을 바탕으로 1887년 편찬된 《김씨 분관록》 및 칙명으로 1907년 간행된 《증보문헌비고》등 역사적 문헌(文獻)을 바탕으로 본관(本貫)과 시조의 소목이 뚜렷한 100여 본의 씨족 근원을 작성하였다.

### 김알지계
- 경주 김씨(慶州 金氏): 시조는 신라 대보공 김알지이다.
- 강릉 김씨(江陵 金氏): 시조 김주원(金周元)은 신라 태종무열왕의 후예로, 명주군왕에 봉해졌다. 명주는 지금의 강릉이다.[2]
- 선산 김씨(김선궁계)(善山 金氏. 일선 김씨): 시조 김선궁(金宣弓)은 신라 대보공 김알지의 후예로, 고려 태조가 백제를 정벌할 때 공을 세워 고려의 개국 공신으로 벼슬이 대광 시중에 오르고 선주백에 봉해졌다. 순충공의 시호가 내렸다.
- 선산 김씨(김한충계)(善山 金氏. 들성 김씨): 시조 김한충(金漢忠)은 신라 원성왕의 후예로, 고려조에 밀원사 상서좌복야를 역임하였다. 원평공의 시호가 내렸다.[3]
- 광산 김씨(光山 金氏): 시조 김흥광(金興光)은  신라의 왕자로 나라가 장차 어지러울 것을 예지하여 무진주 추성군 서일동(지금의 전라남도 담양군 대전면 평장리)에 거처를 정하였는데, 이후 후손들이 이곳을 관향으로 삼았다.[4]
- 연안 김씨(延安 金氏): 시조 김섬한(金暹漢)은 신라 왕자의 후예로, 고려 명종 때 사문박사를 역임하였다.[5]
- 영산 김씨(永山 金氏): 시조 김영이(金令貽)는 신라 신무왕의 넷째 아들 김익광의 후손으로, 고려 때 전객서령을 지내고 죽은 후에 공신으로 검교도첨의찬성사에 추증되고 영산군에 추봉되었다.
- 순천 김씨(順天 金氏): 시조 김총(金摠)은 신라 종성의 후예로, 궁예 때 인가별감을 지내고 평양군에 봉해졌다. 사후 향인들이 순천부 성황신으로 추앙하였다. 순천의 별호를 평양이라 한다.

### 경순왕계
- 경주 김씨 분파 : 조선 후기 들어와서 경순왕이 고려에 항복 후 맞아들인 고려 태조의 딸인 낙랑공주 왕씨 소생의 후손이라 주장하는 김씨들이 경주를 본관으로 하여 분파하였다. 이들은 후대로 내려오면서 수십 개의 지파로 나누어졌다.
  - 벽상공신내사령공파: 파조 김예겸(金禮謙)은 고려초 삼한벽상공신 내사령을 역임하고 일파를 이루었다.[6][7]
  - 평장사공파: 파조 김봉모(金鳳毛)는 고려 신종 때 평장사를 지내고 정평공의 시호를 받고 일파를 이루었다.[8][9]
  - 태사공파: 파조 김인관(金仁琯)은 고려 예종 때 검교태자태사를 역임하고 일파를 이루었다.[10][11]
  - 판도판서공파: 파조 김장유(金將有)는 고려 말 판도판서를 역임하고 일파를 이루었다.[12]
  - 장군공파: 파조 김순웅(金順雄)은 고려 초 장군을 역임하고 일파를 이루었다.[13][14]
    - 계림군파: 파조 김균(金稛)은 고려 초 장군 김순웅(金順雄)의 후예로 조선 개국공신으로 계림군에 봉해졌다.

  - 호장공파: 파조 김위영(金魏英)은 고려 초 호장을 역임하고 일파를 이루었다.[15]
  - 상서공파: 파조 김여진(金麗珍)은 조선조에 상서를 역임하고 일파를 이루었다.[16]
  - 목사공파: 파조 김소(金邵)는 조선조에 목사를 역임하고 일파를 이루었다.[17]
  - 판서공파: 파조 김덕재(金德載)는 조선조에 병조판서를 역임하고 일파를 이루었다.[18]
  - 직장공파: 파조 김수구(金壽龜)는 조선조에 상의원 직장을 역임하고 일파를 이루었다.[19]
  - 상호군공파: 파조 김중약(金仲約)은 조선조에 상호군을 역임하고 일파를 이루었다.[20]
- 나주 김씨(羅州 金氏): 초기 족보인 1786년 병오보에 시조 김득장(金得章)은 경순왕의 후예로 고려조에 안로 현주를 역임하였다고 하였다.1915년 을묘보부터 시조를 김운발(金雲發)로 소원시키고 고려 조에 문하시중에 오르고 나주군에 봉해졌다고 한다. 조선 후기 1784년 개성 어느 산기슭에서 발견되었다는 〈김은열 묘지명〉을 근거로 경순왕의 2자라는 김굉(또는 김황)의 큰아들이라 한다.[21]
- 의성 김씨(義城 金氏): 초기 족보에 시조 김용비(金龍庇)는 경순왕의 후예로 금자광록대부 태자첨사를 지내고 의성군에 봉해졌다. 의성의 고호가 문소(聞韶)인 관계로 혹칭 문소 김씨(聞韶 金氏)라고도 한다.[22] 조선 후기 1784년 개성 어느 산기슭에서 발견되었다는 〈김은열 묘지명〉을 근거로 후손들이 경순왕의 5자라는 김중석(金重錫. 개명 김석)을 시조를 소원시켰다. 그는 고려 태조의 외손으로 낙랑공주 왕씨 소생으로 고려조에 의성군(義城君)에 봉해졌다고 한다.[23][24]
- 언양 김씨(彦陽 金氏): 초기 족보에 시조 김수(金壽)는 경순왕의 후예로, 고려조에 신호위 별장 동정을 역임했다. 조선 후기 1784년 개성 어느 산기슭에서 발견되었다는 〈김은열 묘지명〉을 근거로 후손들이 경순왕의 7자라는 김선(金鐥)을 시조를 소원시켰다. 그는 고려 태조의 외손으로 낙랑공주 왕씨 소생으로 고려조에 언양군(彦陽君)에 봉해졌다고 한다.
- 삼척 김씨(三陟 金氏): 초기 족보에 시조 김위(金偉)는 경순왕 후예로 고려조에 지양주사를 역임했다.[25] 일설에 시조가 경순왕의 손자 김위옹(金渭翁)으로 고려조에 삼한벽상공신 실직군왕에 봉해지고 실직 일대를 식읍으로 받았다고 한다. 실직은 삼척의 고호라 한다.[26]
- 울산 김씨(蔚山 金氏): 시조 김덕지(金德摯)는 신라 경순왕 김부의 왕자로 학성부원군에 봉해졌다. 학성은 울산의 고호이다. 935년(경순왕 9) 10월 경순왕이 고려에 신라의 천년 사직을 양국하려 하자 그 불가함을 극력 간하였으나 받아들여지지 않아 처자식을 버리고 형 태자와 함께 개골산으로 들어갔다고 한다.[27]
- 구 안동 김씨(舊 安東 金氏): 시조 김일긍(金日兢)은 경순왕의 후예로 고려조에 태사대광을 지냈다.[28] 《김씨 분관록》에는 시조가 김방경(金方慶)이라 한다. 그는 고려 조에 삼별초 난을 평정하여 추충정난정원공신 상락공에 봉해지고 안동을 식읍으로 받았으며, 충렬공의 시호가 내려지고 숭의전에 배향되었다. 혹칭 상락 김씨(上洛金氏)라고도 한다.
- 수원 김씨(水原 金氏): 시조 김품언(金稟言)은 경순왕의 후예로 고려조에 수성군에 봉해져 수원으로 분적하였다. 수성은 수원의 고호라 한다. 《김씨 분관록》에는 시조가 김변(金忭)이라 하며 그는 경순왕의 후예로 고려조에 상락군에 봉해져 수원으로 분적하였다고 한다.
- 김녕 김씨(金寧 金氏): 시조 김시흥(金時興)은 경순왕의 후예로 고려조에 금녕군에 봉해져 관향을 금녕으로 하여 일파를 이루었다. 조선 고종 때 왕명으로 관향을 김해에서 김녕으로 개칭하였다. 혹칭 후 김해 김씨 또는 금녕 김씨라고도 한다.
- 상산 김씨(商山 金氏): 시조 김수(金需)는 경순왕의 후예로 고려조에 보윤을 지내고 상산으로 이적하였다. 상산은 상주의 고호다. 혹칭 상주 김씨(尙州 金氏)라 한다.
- 부안 김씨(扶安 金氏): 시조 김경수(金景修)는 경순왕의 후예로 고려조에 호장 동정을 역임하고 부령(부안의 고호)에 정착하였다.[29] 상계는 문헌이 없어 상고할 수 없다고 하였다. 조선 후기 1784년 개성 어느 산기슭에서 발견되었다는 〈김은열 묘지명〉을 근거로 후손들이 경순왕의 1자라는 김일(金鎰)을 시조로 소원시켰다. 그는 경순왕의 태자(속칭 마의태자)와 동일인이라 하며 상계를 『일-기로-희보-경수』로 하였다.

## 가야계
가야 김씨의 상징적 시조는 가야 건국 신화에 등장하는 수로왕(首露王)이다. 가락국(駕洛國)의 아홉 촌장이 구지봉(龜旨峰) 산정에 모여 나라를 통솔할 군장(君長)을 얻기 위해 하늘을 향해 의식(儀式)을 올리자 하늘에서 한줄기 붉은 빛이 내려와 함께 달려가 보니 금합(金盒)에 여섯 개의 알(卵)이 담겨 있었다. 이튿날 알 속에서 여섯 동자(童子)가 나왔는데 그중 맨 먼저 나온 동자를 수로(首露)라고 이름짓고 금합(金盒)에서 태어났다하여 성(姓)을 김씨(金氏)로 하니 그가 바로 김해김씨의 시조(始祖)인 김수로왕(金首露王)이다. 나라이름을 대가락(大駕洛)으로 정하였고 곧 6가야 중의 하나다. 나머지 다섯 사람도 각자 다섯 가야의 임금이 되니, 수로왕(首露王)을 시조로 하는 김해 김씨와 함창 김씨, 고성 김씨가 가야의 건국 시조왕들을 시조로 한다.

### 금관가야계
- 김해 김씨(金海 金氏):금관가야 수로왕을 시조로 한다. 그는 42년(신라 유리왕 19) 금관가야 9부족의 추장인 9간(九干)의 추대로 왕위에 올랐으며, 아유타국(阿踰陀國)의 공주 허황옥(許黃玉)을 비로 삼았다. 일설에 실존 시조가 김유신(金庾信) 장군이라 한다.[30] 가야 왕손이라는 족보에 의하면 본래 관향이 김해로 금릉 김씨, 진주 김씨 등이 있다고 한다. 이성동본으로 김해 허씨, 인천 이씨 등이 있으며, 동성동본이지만 근원이 다른 김해 김씨로 가야계를 선김(先金), 신라계를 후김(後金), 일본 귀화인 김충선계를 사성김(賜姓金)이라 불렀다.
- 진주 김씨 (晉州 金氏): 수로왕 후예인 김유신(金庾信)의 아들 김원술(金元述)을 시조로 한다. 조선 인조 때의 진무공신(振武功臣) 김양언(金良彦)이 알려져 있다.
- 무장 김씨(茂長 金氏): 김해김씨 장사군파 파조 김선(金璇)을 시조로 한다. 고려시대 광록대부(光綠大夫)에 올랐고 장사군(長沙君)에 봉해졌다. 장사라는 지명이 무장으로 변경됨에 따라 본관을 무장으로 하였다.
- 남양 김씨(南陽 金氏): 수로왕(首露王)의 후예(後裔)로 고려 의종(毅宗) 때 사람인 김적(金頔)을 시조(始祖)로 한다. 그는 나라에 변란(變亂)이 있음을 미리 알고 가족과 함께 남양(南陽)의 산곡(山谷)에 이거(移居)하여 살았으나, 그 후 상계(上系)가 실전되어 정확한 계대를 알 수 없어 후손들은 태조를 도와 조선개국에 공을 세워 남양백(南陽伯)에 봉해진 김약해(金躍海)를 일세조(一世祖)로 하고, 남양(南陽)을 본관으로 하였다.
- 웅천 김씨(熊川 金氏): 조선조에서 수의부위(修義副尉)에 오른 김중재(金重材)를 일세조(一世祖)로 하여 세계를 이어오고 있다.
- 금릉 김씨(金陵 金氏): 금관가야 구형왕(仇衡王. 마지막 왕)의 셋째 아들 김무득(金武得)을 시조로 한다. 《삼국사기(三國史記)》에 의하면 신라 진흥왕 23년(562) 신라의 장수 이사부(異斯夫)와 사다함(斯多含)이 대가야를 정복하고 신라에 병합시켰을 때, 진흥왕이 여기에 금관소경(金官小京)을 설치하고 시조인 김무득을 시랑겸총관(侍郞兼總管)에 제수했다. 이후 금릉군(金陵君)에 봉해졌으므로 그의 아들 김창현(金昌玄)이 금릉을 본관으로 삼았다고 한다. 그러나 그 후의 세계(世系)가 실전되어 후손들은 고려 고종 때 금자광록대부(金紫光祿大夫) ·  수사공(守司空) ·  문하시랑평장사(門下侍郞平章事) ·  서경유수(西京留守) 등을 지내고 태자태사(太子太師)에 오르고 금릉군(金陵君)에 봉해진 김중구(金仲龜)를 일세조로 하여 세계를 이어오고 있다.

### 고령가야
- 함창 김씨(咸昌 金氏): 김해(金海)의 구지봉(龜旨峰)에서 수로왕(首露王)과 함께 금합(金盒)에서 태어난 고령가야(古寧伽倻) 왕(王)의 후손이다. 금합(金盒)에서 나왔기 때문에 성을 김씨(金氏)로 하였으며 고령가야의 수도가 후의 함창(咸昌, 현 경상북도 상주시 함창읍)이었기 때문에 후손들이 관향을 함창(咸昌)으로 하였다. 그 후 세계가 실전되어 알 수가 없고 후손 김종제(金宗悌) 덕원군(德元君)에, 김종계(金宗繼) 덕양군(德陽君)에 봉해져 중시조로 하고 있다. 그 후 후손 의산군(義山君) 김세순(金世珣)과 검교감찰어사(檢校監察御史) 김균(金勻)은 일파를 이루었다.

### 소가야계
- 고성 김씨(固城 金氏): 시조 김말로는 서기 42년 고자국(古資國, 소가야小伽倻)을 세워 왕이 되었다. 그는 수로왕과 함께 구지봉에서 태어난 6명의 동자 중에서 막내이다. 고자국의 도읍은 경상남도 고성군이었으며 따라서 본관을 고성으로 삼았다. 조선시대 판서를 지냈고 왜구를 격퇴하는데 공을 세운 김빈길(金贇吉)이 고성 김씨이며 그는 삼도수군도절제사가 되었다. 선략장군(宣略將軍) 김원량(金原亮), 병조판서 김희량, 호조판서 김문량 3형제가 고성 김씨 가문을 부흥시켰다. 그외 1467년 이시애의 난 때 무공을 세운 김경현있다.

## 기타

### 고려계
고려사에 따르면 황해도 호족 출신 김행파(金行波)가 왕건에게 김씨 성을 하사 받았다. 후손으로는 천추태후의 정부 김치양(金致陽)이 있다. 삼별초 장군 김통정의 경우 본래 성씨는 질, 진이었는데 진이 김과 같아서 김으로 바꾸었다고 한다.
고려 중반에 시작된 본관으로는 연안 김씨(김섬한), 해주 김씨(2계통- 김사렴, 김문동), 해풍 김씨(개풍 김씨,김숭선)가 있다. 연안 김씨는 김섬한의 형이 강릉에 유배되었다고 전하므로 강릉, 경주 김씨 계통이라고 설명하고 있다. 해주, 해풍(개풍)은 경순왕 후손이라고 한다.

### 흉노계
몽골의 흉노족 출신 김일제(金日磾)는 김(金)씨를 사용하였다. 김선, 김위는 김일제의 후손이라고 전한다.

### 여진계
《조선왕조실록》에 의하면 귀화한 야인(野人)들 중 조선에 귀화한 김씨 중 가장 많은 것은 여진족에 뿌리를 둔 김씨이다.
1887년 김창희가 저술한 《김씨 분관록》 및 《증보문헌비고》에는 야인(野人)들이 투항하여 귀화함에 성씨를 하사하여 갑산(甲山), 부령(富寧)으로 관향(貫鄕)을 하였다고 하는데, 현재 여진족을 시조로 하는 김씨는 하나도 없다. 이런 현상은 모화사상(慕華思想) 때문일 것이다. 족보가 우후죽순(雨後竹筍) 나오기 시작한 시기가 조선 중기 이후 모화사상이 팽배해 있을 때였다. 당시 만주 오랑캐라고 하면 멸시의 대상이었다. 설사 여진족이나 거란족 귀화인을 조상으로 둔 귀화인이라고 하더라도 이를 감추었을 것이다.
《조선왕조실록》에 의하면, 세종 이전에도 김씨 성을 하사받은 여진족들이 있다. 김고시가물(金高時加勿) 김광수(金光秀) 김대첩목아(金大帖木兒) 김동개(金同介) 등이 그들이다.
조선에 귀순한 여진족들에게 김씨 성을 내린 것은 12세기 여진족 아골타가 세운 금(金)나라와 관련이 있을 수 있다. 《조선왕조실록》을 보면 귀화한 여진족으로 김씨 성을 가지고 관직에 나간 사람이 많이 있다. 광해군(光海君) 때는 여진족이 조선 어디서든 살 수가 있어서 곳곳에서 그들을 볼 수 있다는 기록이 있다.
세종 때 6진(六鎭)을 개척하면서 귀화한 여진족 수백 명에게 김씨 성을 하사했다. 《조선왕조실록》 세종·세조 때 기록에 나타난 귀화 여진족의 이름을 보면 다음과 같다.
- 세종 때: 김거파(金巨波) 김고도개(金古道介) 김구음파(金仇音波) 김권로(金權老) 김대두마(金大豆麻) 김도을온(金道乙溫) 김생아(金生阿) 김소응거(金所應巨) 김속응합(金速應哈) 김시구(金時具) 김아을사(金阿乙沙) 김오광아(金吾光阿) 김자환(金自還) 김파보하(金波寶下) 김파을대(金波乙大) 김희주(金希主) 등.

- 세조 때: 김걸도혁(金乞都革) 김공소(金公疎) 김교합(金咬哈) 김다롱합(金多弄哈) 김마상개(金麻尙介) 김우리개(金于里介) 김상미(金尙美) 김아도을치(金阿都乙赤) 김아라(金阿喇) 김아랑합(金阿郞哈) 김아을가(金阿乙加) 김역류(金易留) 김우두(金于豆) 김우허내(金右虛乃) 김유리가(金留里加) 김윤적(金允績) 김이랑합(金伊郞哈) 김인을개(金引乙介) 김입성(金入成) 김주창개(金主昌介) 김지하리(金之下里) 김차독(金箚禿) 김지칭가(金只稱哥)

1887년 김창희가 저술한 《김씨 분관록》 및 《증보문헌비고》에 귀화한 사람들이 대원(大元), 공주(公州)로 관향(貫鄕)을 하였다고 기록하고 있다. 하지만 현재는 존재하지 않는다.

### 중국계
- 여남 김씨 족보에는 6세기 동위(東魏) 문무관 김응이 김씨 성을 받았다고 한다. 그러나 중국 기록에는 구체적으로 등장하지 않아 실존 인물인지는 알 수 없다. 한민족이 이후에 중국 성씨를 주장했을 가능성이 있다. 족보에 따르면 755년 김응의 후손 김충(金忠)은 사신으로 일본에 다녀 오다가 경북 영덕에 표착하였다고 한다. 신라 경덕왕은 김충(金忠)에게 남민(南敏)이라는 이름을 지어 주었다. 남민(南敏)은 영양으로 이거하여 영양 남씨를 창본하였다. 아들 김석중(金錫中)은 영양에 옮겨 정착하여 영양 김씨를 창본하였다. 이후 세보가 소실되어 영양 김씨는 김충황(金忠晃)을 1세조로 하였다. 다른 문헌에 영양 김씨의 시조는 고려조에 전서를 지낸 김윤철(金允轍)이다.

### 일본계
신 김해 김씨: 시조는 1592년 임진왜란 때 일본군으로 참전하였다가 조선에 귀화한 김충선(金忠善)이다. 그의 일본 이름은 사야가(沙也可)이며 임진왜란 때 많은 공을 세워 가선대부를 제수 받고, 이어서 도원수 권율(權慄)와 어사 한준겸(韓浚謙) 등의 주청으로 성명을 하사받고 자헌대부(資憲大夫)에 승품(陞品)되었다. 이후 이괄의 난, 병자호란 때 혁혁한 공을 세워 삼난공신(三亂功臣)으로 불리기까지 했다. 그는 경북 우록동에 정착하였다.
《일월록》(日月錄)에 따르면 임진왜란 때 귀순한 일본인으로는 김상의(金尙義)라는 사람도 있다. 일본 성명은 전해지지 않지만 일본 이름의 한자를 그대로 쓴 거라면 이름은 '나오요시'였을 가능성이 크다. 김충선이나 김상의에 앞서 귀화한 일본계 김씨들도 있다. 조선 세종 때 귀화한 김호심파(金好心波), 성종 때 귀화한 김삼보라사야문(金三甫羅沙也文) 등이 그들이다. 이들의 이름을 보면 일본에서 쓰던 이름에 김씨 성을 붙였음을 알 수 있다. 이들의 후손도 적지 않겠지만, 현재 일본계 귀화인임을 분명히 밝히고 있는 것은 김충선을 시조로 하는 김해 김씨와 김성인(金誠仁)을 시조로 하는 함박 김씨 뿐이다.

## 발음ㆍ표기
한국어로 金의 일반적인 표기와 발음은 “금”이지만, 김포(金浦), 김포국제공항, 김해(金海), 김해국제공항, 김천(金泉)과 같은 일부 지명, 장소나 성씨를 표기할 때는 “김”이라고 발음한다.
중국어로 金을 진(jīn), 광둥어로는 金을 감, 또는 김으로 발음한다.

## 본관
| - 가은 - 간성 - 가평 - 가흥 - 감천 - 강남 - 강동 - 강릉 - 강서 - 강원 - 강음 - 강주 - 강진 - 강화 - 개령 - 개성 - 거창 - 경산 - 검주 - 경주 - 고령 - 고성 - 공주 - 광산 - 광양 - 광주 - 교하 - 금릉 - 금산(錦山) - 금산(金山) - 금화 - 김녕 - 김제 - 김해 - 사성 김해 - 나주 - 낙안 - 남양 - 남평 | - 당악 - 당진 - 대구 - 덕수 - 도강 - 동래 - 명주 - 무장 - 무주 (김성) - 무주 (김정구) - 문화 - 밀양 - 배천 - 보령 - 보은 - 부안 - 부평 - 분성 - 사천 - 삼척 - 상산 - 상주 - 서흥 - 선산 - 선성 - 설성 - 수안 - 수원 - 순천 - 시흥 - 신주 - 신천 | - 아산 - 안동 - 안로 - 안산 - 안성 - 안악 - 양근 - 양산 - 양주 - 언양 - 여수 - 연기 - 연안 - 염주 - 영광 - 영덕 - 영동 - 영암 - 영양 - 영월 - 영천 - 영혜 - 예천 - 예안 - 오성 - 오천 - 옥천 - 용궁 - 용담 - 우록 - 우봉 - 울산 - 웅천 - 원주 - 월성 - 은율 - 일선(선산) - 의성 - 의성 | - 장연 - 전의 - 전주 - 정산 - 정주 - 진도 - 진례 - 진잠 - 진주 - 진천 - 창원 - 창평 - 철산 - 청도 - 청송 - 청주 - 청풍 - 초계 - 춘양 - 충주 - 칠원 - 태원 - 토산 - 통천 - 파평 - 평상 - 풍기 - 풍산 - 풍천 | - 한남 - 함창 - 해남 - 해양 - 해주 - 해평 - 해풍 - 홍주 - 화개 - 화평 - 황주 - 흠양 - 희천 |

## 같이 보기
- 한국의 문화
- 한국의 성씨와 이름